# Batomys granti
Batomys granti är en däggdjursart som beskrevs av Thomas 1895. Batomys granti ingår i släktet Batomys, och familjen råttdjur. IUCN kategoriserar arten globalt som nära hotad. Inga underarter finns listade i Catalogue of Life.
Detta råttdjur förekommer på Luzon i norra Filippinerna. Arten vistas i bergstrakter som är 1350 till 2150 meter höga. Habitatet utgörs av fuktiga skogar och andra bergsskogar.
Arten blir 18,5 till 20,0 cm lång (utan svans), svansens längd är 14,8 till 18,0 cm och vikten varierar mellan 145 och 226 g. Denna gnagare har 3,3 till 3,9 cm långa bakfötter och 2,1 till 2,3 cm stora öron. Den mjuka och täta pälsen på ovansidan är mörkbrun med några ljusare eller gråbruna hår inblandade vad som ger ett spräckligt utseende. Ansiktet kännetecknas av en smal naken ring kring varje öga samt av morrhår som är kortare än hos Batomys dentatus. Undersidans päls är ljusare och mer gråaktig än ryggens päls. Avvikande detaljer av kindtändernas konstruktion skiljer Batomys granti från andra släktmedlemmar. Honor har två par spenar vid ljumsken.
Batomys granti är aktiv på natten och den går på marken samt klättrar i träd och annan växtlighet upp till 5 meter över marken. Ett exemplar hittades i ett nästa av blad i en jordhåla. Oklart är om boet skapades av råttdjuret själv. Arten äter främst frukter och frön som kanske kompletteras med blad.